# Ingénieur du génie rural, des eaux et des forêts
Les ingénieurs du génie rural, des eaux et des forêts (IGREF) étaient des fonctionnaires formant, notamment avec le corps des mines et le corps des ponts et chaussées, un des grands corps techniques de la fonction publique française. 

## Présentation
Ils étaient formés à l'École nationale du génie rural, des eaux et des forêts (ENGREF), école membre d'AgroParisTech.
Environ 2 000 IGREF étaient en activité au moment de la fusion de leur corps avec celui des ponts et chaussées.
Le statut des IGREF était prévu par le décret n°2002-261 du 22 février 2002 dont l’article 1 prévoyait que « les IGREF forment un corps à caractère interministériel classé dans la catégorie A. Ils ont vocation à exercer des fonctions d'encadrement supérieur, de direction, de contrôle et d'expertise, y compris dans les organismes internationaux. Ils participent, sous l'autorité des ministres compétents en ces matières, à la conception, à l'élaboration et à la mise en œuvre des politiques publiques relatives à la mise en valeur agricole et forestière, au développement économique et à l'aménagement des territoires, à la gestion et à la préservation des espaces et des ressources naturelles terrestres et maritimes, à l'alimentation et à l'agro-industrie, ainsi que des politiques publiques relatives à la recherche, à l'enseignement, à la formation et au développement dans ces mêmes domaines. » 
Par le décret du 10 septembre 2009 paru au Journal Officiel du 12 septembre 2009 est créé le corps des ingénieurs des ponts, des eaux et des forêts (IPEF) résultat de la fusion des corps d'ingénieur des ponts et chaussées et d'ingénieur du génie rural, des eaux et des forêts.

## Historique
La première évocation du terme « Eaux et forêts » remonte à 1219 avec l'Ordonnance de Gisors de Philippe Auguste. En 1291, Philippe le Bel précise le rôle d'un enquêteur spécialisé des officiers des eaux et forêts.
Le corps a été formé en 1965 par la fusion de trois corps : le corps des ingénieurs des eaux et forêts, le corps des ingénieurs du génie rural et du corps des ingénieurs des services agricoles.
En 2002, le corps des IGREF absorbent le corps des ingénieurs d'agronomie,.